# Le retour à la raison
Le retour à la raison ("Il ritorno alla ragione") è un cortometraggio, prima opera cinematografica di Man Ray.

## Trama
Si vedono scorrere sullo schermo degli oggetti di uso comune come molle, chiodi, cimicette trattati attraverso la rayografia, poi illuminazioni notturne, la scritta "dancer" con fumo di sigaretta, forme di carta appese che creano giochi di luci ed ombre sul muro ed infine il corpo nudo di Kiki de Montparnasse, musa-modella in molte opere di Man Ray, e di altri artisti dadaisti e surrealisti.

## Produzione
Nel film l'artista americano, appena trasferitosi a Parigi, utilizza la tecnica della rayografia (fotografia a contatto) di cui fu il pioniere.

## Distribuzione
Venne proiettato per la prima volta negli eventi pomeridiani di Cœur à Barbe, presso il teatro Michel, il 6 luglio 1923.